# Noah Munck
Noah Munck (Mission Viejo, California, 3 de mayo de 1996) es un actor, cantante estadounidense, conocido por su papel de Gibby en la serie iCarly, de Nickelodeon.

## Primeros años
Munck nació en Mission Viejo en el condado de Orange (California).
Es el mayor de cinco hijos de Kymbry y Greg Munck, un pastor ejecutivo. Su hermano menor es Ethan Munck quien actuó en tres episodios de iCarly como Guppy...

## Carrera

### iCarly
En 2007, Munck comenzó con un papel recurrente en la serie iCarly, de Nickelodeon, como uno de los amigos de Carly (Miranda Cosgrove), Freddie (Nathan Kress) y Sam (Jennette McCurdy). 
En 2010, Munck fue agregado a los créditos de la cuarta temporada como personaje principal de iCarly.
En 2013 Munck protagonizó la película original de Nickelodeon llamada Swindle, con Jennette McCurdy, Ariana Grande, Ciara Bravo, Noah Crawford, Chris O'Neal entre otros. 
Se estrenó en septiembre de 2013.
En ese mismo año se presentaron propuestas para una serie de televisión llamada Gibby, un spin-off de iCarly, protagonizada por Munck.  
La serie iba a protagonizar a Gibby, quien trabajaba en un centro recreativo donde era mentor de cuatro estudiantes de secundaria. La serie no se retomó, aunque Munck repitió el papel de Gibby en la serie derivada Sam & Cat en 2014, en el episodio "#SuperPsycho".  
Munck no regresó para repetir su papel en la serie de 2021.  
Sin embargo, su hermano Ethan repitió su papel de Guppy en un episodio de la serie. 

### Música
Munck también produjo música electrónica de baile bajo el nombre de NoxiK. Lanzó su primera canción, "Beginnings", el 20 de enero de 2012. Desde entonces, comenzó a publicar canciones de su propia creación en su cuenta de YouTube. 
Lanzó un EP breve llamado Hotline el 23 de abril de 2013.
El 21 de diciembre de 2013,  lanzó un sencillo titulado "Killjoy" en SoundCloud y YouTube. 
Fue republicado en SoundCloud por EDM.com y se ha convertido en uno de sus sencillos más exitosos hasta la fecha. 
Lanzó su primer EP oficial, titulado Road Warrior, el 24 de marzo de 2014. 
Desde octubre de 2017, el proyecto ha estado inactivo.
A partir del 23 de octubre de 2023, Munck comenzó a publicar música de hip hop experimental bajo el nombre de Noah Praise God. Este proyecto se diferencia de sus anteriores proyectos por su mayor énfasis en la voz. 
El primer sencillo bajo este alias, «Real Sharp», se lanzó junto con un video musical en el canal Sadworld. Desde entonces, ha publicado tres sencillos más en plataformas de streaming.

### YouTube
El 9 de octubre de 2016, Munck fundó Sadworld, un canal de YouTube dedicado a sketches de comedia "extraños, absurdos" y experimentales. Los vídeos tienen un estilo de edición distintivo, descrito como "una amalgama de imágenes, fallos y sonidos diseñados para saturar los sentidos del espectador". 
El canal acumula más de 11 000 000 de visualizaciones hasta febrero de 2024. Muchos de los vídeos del canal también contienen música producida por Munck, que publica en SoundCloud y otras plataformas de streaming como Sadworldbeats. 
Munck también sube vídeos de larga duración de temática similar junto a sus colaboradores Eric Bernhagen y Julian Clark en el canal de YouTube God's Abomination.

## Activismo
Munck es un activo defensor del Camp Del Corazón, un campamento de verano en la Isla Santa Catalina (California) para los niños con enfermedades del corazón.

## Filmografía

### Comerciales
- 2007:
  - Siete comerciales de televisión para Got Milk?
  - Comercial de televisión para TracFone Wireless
- 2008:
  - Comercial de televisión para Kellogg's Frosted Mini-Wheats
- 2010:
  - Tres comerciales de televisión para TruGreen
- 2011:
  - Comercial de televisión para TruGreen

### Películas y series de televisión
| Año       | Título                        | Personaje                    | Notas                                                                              |
| --------- | ----------------------------- | ---------------------------- | ---------------------------------------------------------------------------------- |
| 2007      | All of Us                     | Jugador #1                   | Episodio: «Let’s Go, Bobby, Let’s Go!»                                             |
| 2007–2012 | iCarly                        | Gibby Gibson                 | Recurrente (temporadas 1-3, 29 episodios), principal (temporada 4-6, 39 episodios) |
| 2008      | Four Christmases              | Michael                      | Papel secundario, película                                                         |
| 2008      | The Rainbow Tribe             | Ryan                         | Coprotagonista, película                                                           |
| 2008      | Wizards of Waverly Place      | Wiz Tech Executive           | Invitado, serie de televisión Disney Channel                                       |
| 2009      | All About Steve               | Estudiante n.º 2             | Extra                                                                              |
| 2009      | Phineas y Ferb                | Xavier                       | Episodio: «Phineas and Ferb's Quantum Boogaloo» (voz)                              |
| 2009      | Ill-Advised                   | Sam Kessler                  | Personaje principal, cortometraje para televisión                                  |
| 2010      | Rules of Engagement           | Mackenzie                    | Episodio: «The Score»                                                              |
| 2011      | Victorious                    | Cameo                        | Episodio: «Wok Star» (temporada 1, episodio 16)                                    |
| 2011      | Victorious                    | Gibby Gibson                 | Episodio crossover «iParty with Victorious»                                        |
| 2011      | Bad Teacher                   | Tristan                      | Coprotagonista, película                                                           |
| 2011      | The Troop                     | Olfateador                   | Episodio: «A Sniff Too Far»                                                        |
| 2012      | Victorious                    | Chico que audiciona          | Cameo, episodio «Tori Goes Platinum»                                               |
| 2013      | Nicky Deuce                   | Nicholas Borelli/Nicky Deuce | Protagonista, película de TV Nickelodeon                                           |
| 2013      | Swindle                       | Darren                       | Coprotagonista, película de TV Nickelodeon                                         |
| 2014      | Tom Sawyer & Huckleberry Finn | Ben Rogers                   | Papel principal, película                                                          |
| 2014      | Sam & Cat                     | Gibby Gibson                 | Estrella invitada                                                                  |
| 2014      | Just Before I Go              | Young Rowley                 | Papel secundario, película                                                         |
| 2014–2023 | The Goldbergs                 | 'Naked' Rob Smith            | Papel recurrente, 103 episodios                                                    |
| 2017      | Vikes                         | T-Bone                       | Protagonista                                                                       |
| 2017      | Son of Zorn                   | Warren                       | Protagonista junto a Jason Sudeikis                                                |
| 2019      | Schooled                      | 'Naked' Rob Smith            | Episodio: «Dr. Barry»                                                              |

## Premios y nominaciones
| Año  | Premiación                    | Categoría                             | Trabajo                           | Resultado |
| ---- | ----------------------------- | ------------------------------------- | --------------------------------- | --------- |
| 2010 | Young Artist Awards           | Mejor Elenco Joven en Una Serie de TV | iCarly (compartido con el elenco) | Nominados |
| 2010 | Kids' Choice Awards Australia | Premio LOL                            | iCarly (compartido con el elenco) | Ganadores |
| 2011 | Kids' Choice Awards           | Compañero de TV Favorito              | ICarly                            | Nominado  |